# Worcester's Men
The Earl of Worcester's Men (Hombres del Conde de Worcester) era una compañía de actores en la Inglaterra renacentista.
Una primera formación que lucía la librea de William Somerset, Tercer Conde de Worcester, está entre las compañías que hicieron una gira en el país a mediados del siglo XVI. Una segunda versión de esta compañía existió en las décadas de 1580 y 1590; se sabe poco de sus actividades, aunque en 1583 incluyó a un Edward Alleyn de 16 años, al principio de su ilustre carrera.
A principios del siglo XVII, Edward Somerset, Cuarto Conde de Worcester, un cortesano ascendente, quiso llevar a sus actores a Londres, como signo de prestigio social. En los años 1590 sólo se permitía actuar en Londres a dos compañías: los Hombres del lord chambelán y los Hombres del Lord Almirante. Worcester fue capaz de obtener una licencia del Consejo Privado para que la suya fuera la tercera compañía el 31 de marzo de 1602. En agosto de ese año negociaron con Philip Henslowe y pronto estaban actuando en su Teatro La Rosa, que los hombres del lord almirante habían dejado vacío al trasladarse al Fortune en 1600. 
Durante ese primer año con Henslowe, le compraron una docena de obras de la nómina de dramaturgos regulares de Henslowe: Thomas Dekker, Wentworth Smith, John Day, Henry Chettle, Richard Hathwaye, e incluso un joven John Webster. Entre sus actores estuvieron el famoso cómico Will Kempe, John Lowin, y Thomas Heywood. Christopher Beeston se unió a ellos en agosto de 1602, después de abandonar la compañía de los hombres del lord chambelán. A finales de 1602, la compañía absorbió a los Oxford's Men, otra compañía hasta entonces activa principalmente en giras. En febrero de 1603 interpretaron la obra La mujer dulcemente asesinada, considerada la mejor de Heywood.
A principios del reinado de Jacobo I, la compañía recibió el patrocinio real y se convirtió en los Queen Anne's Men.